# Баколод
Баколод (хіл.: Dakbanwa/Syudad sang Bacolod; себ.: Dakbayan sa Bacolod; філ.: Lungsod ng Bacolod) — високоурбанізоване портове місто на Філіппінах розташоване на острові Негрос. Адміністративний центр провінції Західний Негрос. Згідно з переписом 2015 року населення міста становило 561 875 осіб. Це друге за чисельністю населення на Вісайських островах після міста Себу. Адміністративно поділяється на 61 баранґай. Баколод — одне з міст Філіппін, що найбільш швидко розвиваються в галузях інформаційних технологій та аутсорсинг бізнес-процесів. В Баколоді діє три університети.